# Mette Moestrup

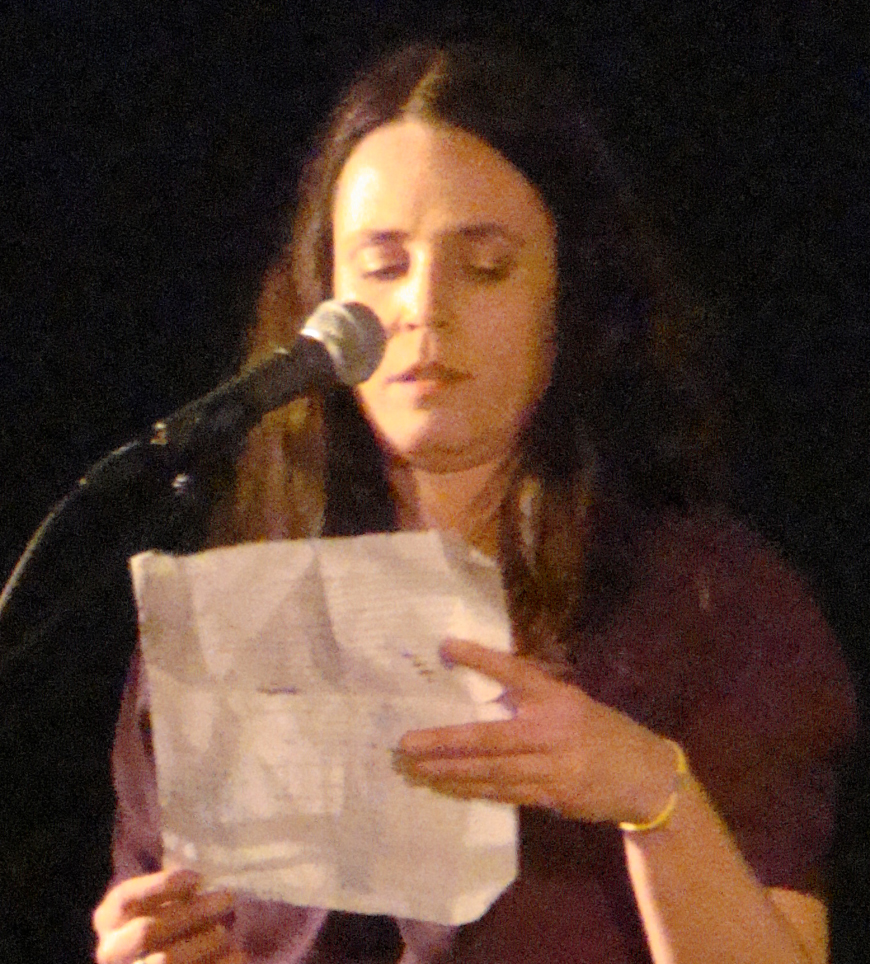
Mette Moestrup (2009)

Mette Moestrup (* 11. Dezember 1969 in Aarhus, Dänemark) ist eine dänische Poetin und Schriftstellerin.

## Leben
Mette Moestrup wuchs als Tochter eines Lehrerehepaares in dem kleinen Dorf Harridslev in Jylland auf. Sie besuchte mit dem Hauptfach Musik das Hjørring Gymnasium und begann nach dem Abschluss mehrere Länder, darunter Grönland, Tansania und Kenia zu besuchen. Ein Studium der vergleichenden Literaturwissenschaften schloss sie erfolgreich an der Universität Aarhus ab, wobei sie ihre Auslandssemester in Paris und New York City verbrachte. Eine anschließende Promotion brach sie ab und konzentrierte sich  von 1998 bis 2002 auf ihre Arbeit als Mitherausgeberin der Literaturzeitschrift Den Blå Port. Aktuell lebt sie im Kopenhagener Stadtteil Vesterbro, wo sie sich ein Atelier mit Lilibeth Cuenca Rasmussen teilt. Als Lehrerin arbeitet sie vereinzelt an der Forfatterskolen.
Ihr literarisches Debüt gab Moestrup 1998 mit dem Gedichtband Tatoveringer. Für ihre 2006 veröffentlichte Gedichtsammlung Kingsize wurde sie mit dem im selben Jahr ebenfalls gestifteten Montana Literaturpreis ausgezeichnet. 2018 erhielt Moestrup den Beatrice-Preis.

## Werke (Auswahl)
Gedichtbände
- Tatoveringer (1998)
- Golden Delicious (2002)
- Kingsize (2006)
- Dø løgn dø (2013)

Romane
- Jævnet med jorden (2009)